# Liatris cymosa
Liatris cymosa là một loài thực vật có hoa trong họ Cúc. Loài này được K.Schum. mô tả khoa học đầu tiên năm 1901.